# Aquebar

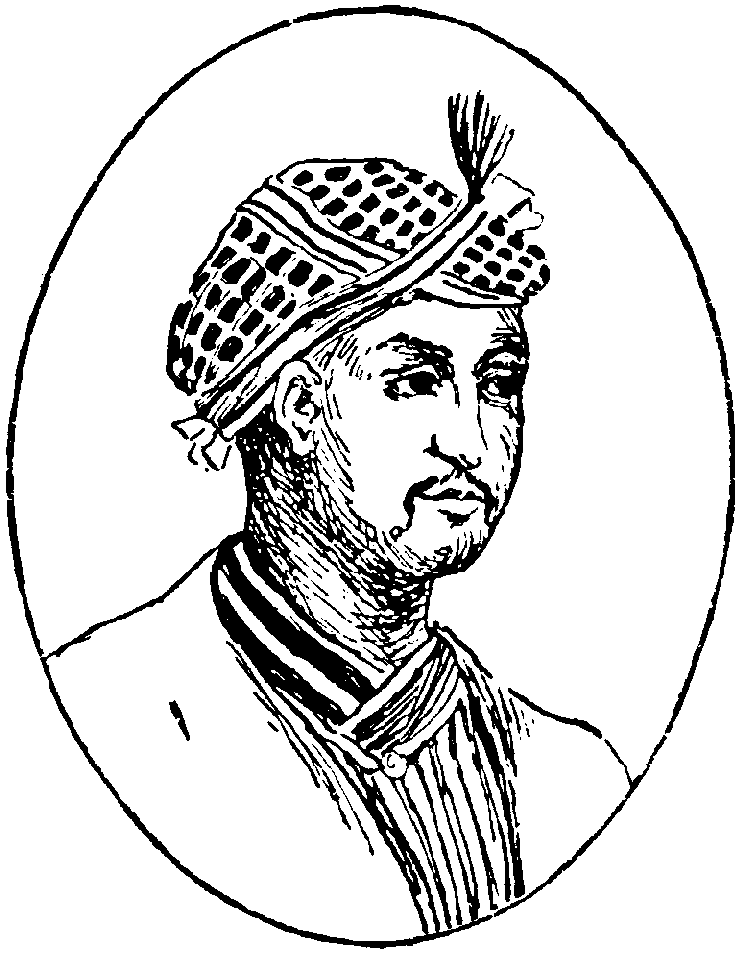
Jalaladim Maomé Acbar

Jalaludim Maomé Aquebar ((em urdu) Jalāl ud-Dīn Muhammad Akbar), também conhecido como Aquebar, o Grande, Aquebar ou escrito Acbar e Akbar (23 de Novembro de 1542 — 27 de Outubro de 1605), foi o terceiro imperador mogol da Índia /Industão. Era descendente direto da Dinastia Timúrida,[carece de fontes?] filho de Humaium e neto de Babur, fundador da dinastia. No final do seu reinado, em 1605, o império mogol cobria a maior parte do norte da Índia.
Aquebar, amplamente considerado o maior dos imperadores mogóis,[carece de fontes?] tinha treze anos quando ascendeu ao trono em Déli, após a morte de seu pai, Humaium. Durante seu reinado, eliminou as ameaças militares dos pastós descendentes de Xer Xá Suri e na Segunda Batalha de Panipate derrotou os rei hindu Hemu. Demorou quase duas décadas ainda para consolidar seu poder e trazer as partes do norte e do centro da Índia para seu reino. O imperador solidificou seu governo pela diplomacia com a poderosa casta rajput e também por admitir princesas rajapute no seu harém.
O reinado de Aquebar influenciou significativamente a arte e a cultura na região. Aquebar tinha grande interesse na pintura e as paredes de seus palácios foram adornados com murais. Além de incentivar o desenvolvimento da escola mogol, também patrocinava o estilo europeu de pintura. Ele gostava de literatura e tinha várias obras em sânscrito traduzidas para o persa, além de obter muitas obras persas ilustradas por pintores de sua corte. Também encomendou muitas grandes obras de arquitetura e inventou a primeira casa pré-fabricada. Aquebar iniciou uma série de debates religiosos, onde eruditos muçulmanos podiam debater questões religiosas com siques, hindus, ateus cārvāka e jesuítas portugueses. Fundou um culto religioso, o Din-i-Ilahi (Divina Fé), que implicou apenas em uma forma de culto da personalidade para Aquebar, e rapidamente se dissolveu após a sua morte.

## Primeiros anos

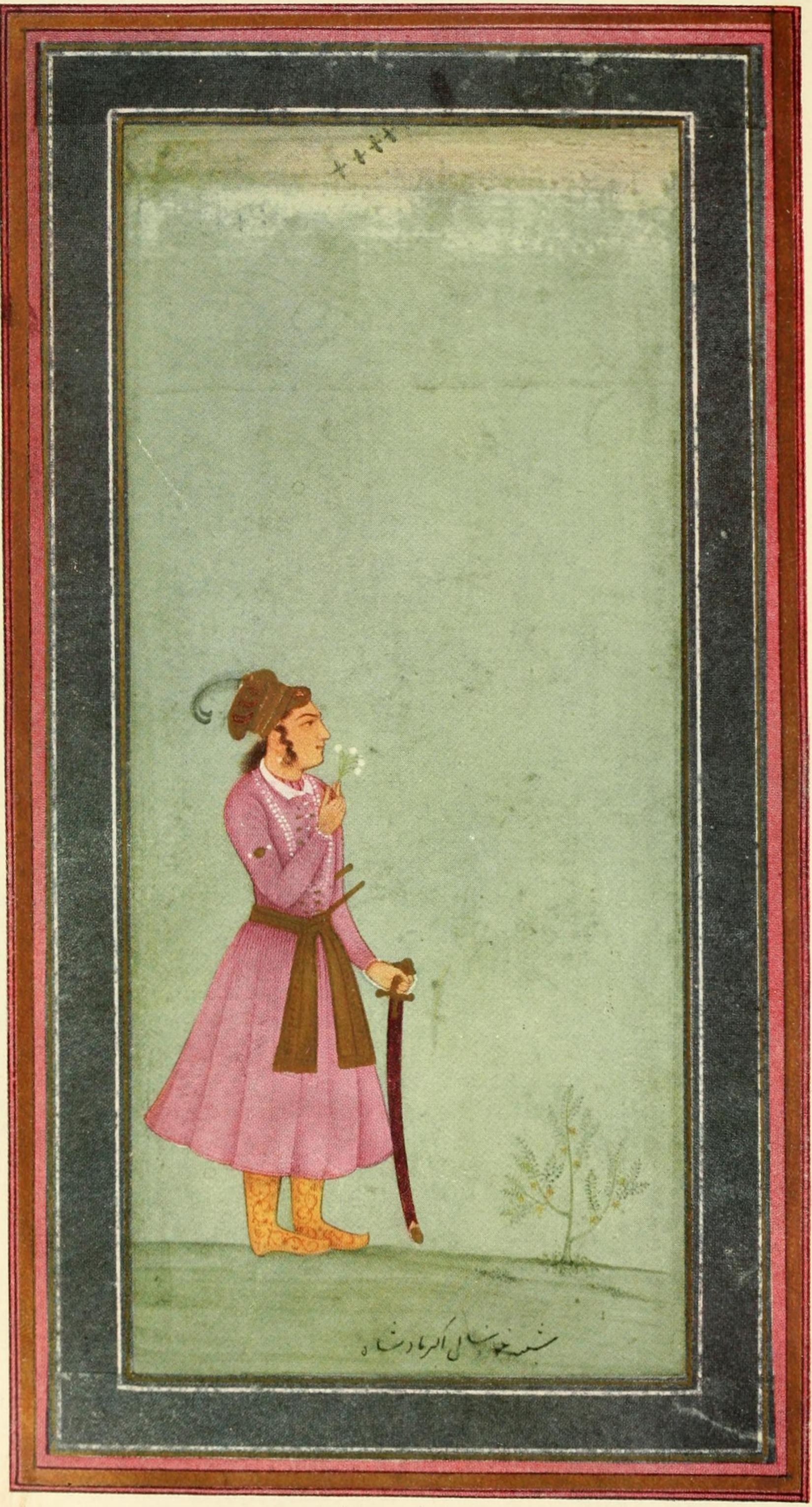
Aquebar quando jovem

Aquebar nasceu no dia 23 de novembro de 1542 (o quarto dia de Rajab, 949 após a Hégira), na Fortaleza de Rajapute de Amarcote em Sinde (no atual Paquistão), onde Humaium e sua mulher, Hamida Banu Begum, recém casados, tinham se refugiado.[carece de fontes?] Humaium deu ao filho o nome que ele tinha ouvido em seu sonho em Laore, Jalalu-d-din Muhammad Akbar
Humaium havia sido forçado a exilar-se na Pérsia pelo líder pastó Xer Xá Suri. Aquebar não foi para a Pérsia com seus pais, mas cresceu na aldeia de Mucundepur em Rewa (no atual Madia Pradexe). Aquebar e o príncipe Rã Singue I, que mais tarde se tornou o marajá de Rewa, cresceram juntos e ficaram amigos íntimos por toda a vida. Mais tarde, Aquebar mudou-se para a parte oriental do Império Safávida (que agora faz parte do Afeganistão), onde foi criado por seu tio Ascari. Passou sua juventude aprendendo a caçar, conduzir e lutar, mas nunca aprendeu a ler ou escrever.  No entanto, na maturidade Aquebar foi um governante bem-informado, com gostos refinados nas artes, arquitetura, música e um apaixonado por literatura.
Na sequência do caos sobre a sucessão do filho de Xer Xá Suri, Islã Xá Suri, Humaium reconquistou Déli em 1555, levando um exército em parte fornecido por seu aliado persa Tamaspe I. Poucos meses depois, Humaium morreu. O tutor de Aquebar, Bairã Cã, ocultou a morte a fim de preparar a sucessão de Aquebar. Aquebar sucedeu Humaium em 14 de fevereiro de 1556, quando no meio de uma guerra contra Sicandar Xá Suri para recuperar o trono mogol. Em Calanaur, no Punjabe, Aquebar, um menino de 13 anos de idade, vestindo uma túnica dourada e uma tiara preta, foi entronizado por Bairã Cã em uma tribuna recém-construída, que continua de pé. Foi proclamado rei de reis (xainxá). Bairã Cã governou em seu nome até que atingiu a maioridade.

### O nome Aquebar
Aquebar foi originalmente chamado Badrudim Aquebar, porque ele nasceu na noite de um badr (lua cheia).[carece de fontes?] Após a captura de Cabul por Humaium sua data de nascimento e o nome foi alterado para se livrar de feiticeiros do mal. Ao contrário do que dizem algumas tradições populares, Aquebar - nome que significa "grande" - não foi um título honorífico dado a Aquebar, mas foi assim chamado por seu avô materno, Xeique Ali Aquebar Jami.[carece de fontes?]

## Carreira política
O seu pai, Humaium, imperador da dinastia Mogol foi afastado do trono em consequência de uma série de batalhas com o pastó Xer Xá Suri, depois de mais de doze anos no exílio, recuperou a sua soberania ainda que apenas por alguns meses antes de morrer. Aquebar sucedeu ao seu pai em 1556, sob a regência de Bairã Cã, um nobre turcomano, cuja política enérgica de afastamento de pretendentes ao trono e de uma rigorosa disciplina militar assegurou a consolidação do império recentemente restaurado. Bairã, contudo, era despótico e cruel por natureza. Assim que a ordem foi estabelecida, finalmente, no império, Aquebar toma o poder na sua mão através da proclamação de março de 1560.

## Morte e legado
Em 3 de outubro de 1605, Aquebar adoeceu, vítima de disenteria, da qual nunca se recuperou. Acredita-se que morreu 27 de outubro de 1605, e seu corpo foi enterrado em um mausoléu em Sikandra, Agra.
Aquebar deixou um rico legado, tanto para o Império Mogol, bem como para todo o subcontinente indiano em geral. Ele estabeleceu a autoridade do Império Mogol na Índia e fora dela, depois de ter sido ameaçado pelos afegãos durante o reinado de seu pai, que estabeleceu sua superioridade militar e diplomática. Durante o seu reinado, a natureza de um estado alterado para um estado essencialmente secular e liberal, com ênfase na integração cultural. Ele também introduziu várias reformas de longo alcance social, incluindo lei que proibiam o sati, a legalização de novos casamentos para viúvas e a elevação da idade de casamento.
Citando as fusões de feudos por Aquebar deixando um legado de "pluralismo e tolerância" que "fundamenta os valores da república moderna da Índia", a revista Time incluiu seu nome em na lista dos 25 maiores líderes mundiais.